# Lycodapus microchir
Lycodapus microchir är en fiskart som beskrevs av Schmidt, 1950. Lycodapus microchir ingår i släktet Lycodapus och familjen tånglakefiskar. Inga underarter finns listade i Catalogue of Life.